# Jevgenij Francevič Vitáček
Jevgenij Francevič Vitáček (Евгений Францевич Вита́чек, rodným jménem Jindřich Evžen Vitáček; 29. dubna 1880 Sklenařice – 16. února 1946 Moskva) byl ruský a sovětský houslař českého původu.

## Životopis

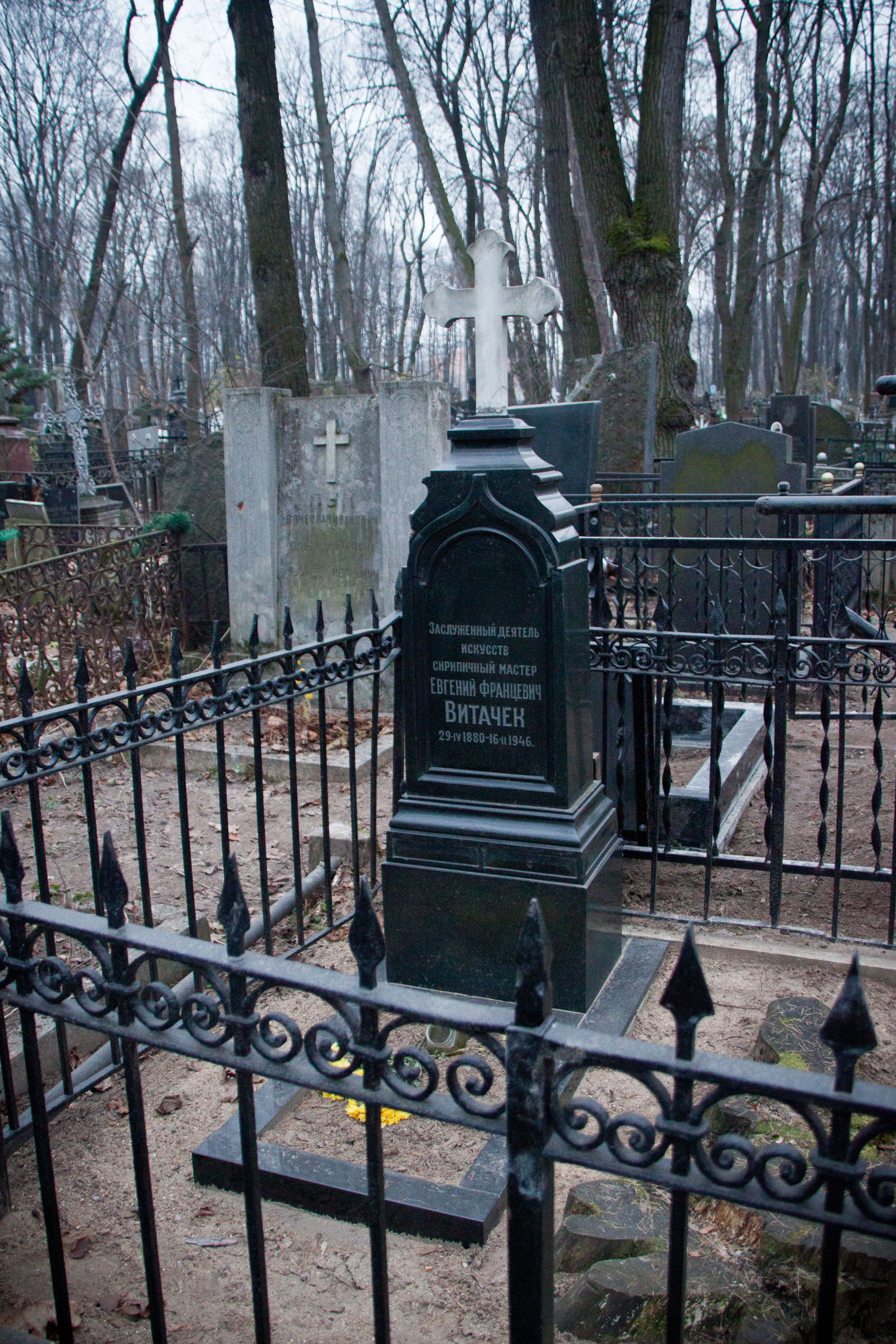
Vitáčkův hrob

Jindřich Vitáček se narodil v severočeské vesnici Sklenařice 29. dubna 1880 v rodině houslařů. V roce 1885 rodina přesídlila do Kyjeva. Tam začal pracovat a učit se v dílně svého strýce Františka Špidlena. V roce 1898 se přestěhoval do Moskvy a o dva roky později se přihlásil k ruské státní příslušnosti a přestoupil na pravoslavnou víru. Přitom přijal jméno Jevgenij.
V letech 1889 až 1905 se samostatně věnoval výrobě houslí, ale v roce 1905 se vrátil do Špidlenovy dílny. Když se jeho mistr v roce 1909 vrátil do Čech, Vitáček dílnu převzal. Již v roce 1907 vytvořil vlastní model houslí, který nadále zdokonaloval na základě českých, italských, německých i rakouských tradic a zkušeností. V roce 1913 ve všeruské soutěži Společnosti přátel hudby Vitáček získal medaili a dvě ceny. Na jeho nástroje hráli například Boris Sibor, Jan Kubelík, Eugène Ysaÿe a další.
V roce 1918 se stal jedním z organizátorů první státní školy houslařských mistrů a sám v ní vyučoval. O rok později spoluzaložil Státní sbírku starých smyčcových nástrojů a do konce života o ni pečoval. Díky jeho péči se podařilo v období ruské revoluce a občanské války zachránit mnoho cenných nástrojů, ale také kupř. kostelních zvonů. V letech 1924 až 1931 byl členem organologické sekce Státního institutu hudební vědy. V roce 1926 získal za své housle i za svou violu první ceny na první všeruské soutěžní výstavě smyčcových hudebních nástrojů. Od roku 1930 vedl laboratoř smyčcových nástrojů a od roku 1932 dílnu smyčcových nástrojů při Moskevské konzervatoři, kde přednášel kurs smyčcové organologie.
V roce 1924 byl Vitáček vyznamenán titulem zasloužilý mistr Republiky (1924) a v roce 1932 titulem zasloužilý umělecký činovník RSFSR. Žil v Moskvě na ulici Velká Poljanka v domě č. 1, kde měl i svou dílnu. Za svůj život vyrobil více než 400 nástrojů. Zemřel v Moskvě 16. února 1946 a pohřben je na Vvěděnském hřbitově. Jeho jméno nosí Restauračně-výrobní dílna Moskevské konzervatoře.

## Rodina
Oženil se s houslistkou a hudební pedagožkou Jelizavetou Gněsinovou, jednou ze sester Gněsinových. Měli spolu syna Fabia Jevgeňjeviče Vitáčka, který působil jako skladatel a pedagog.